# Historia de Chillán

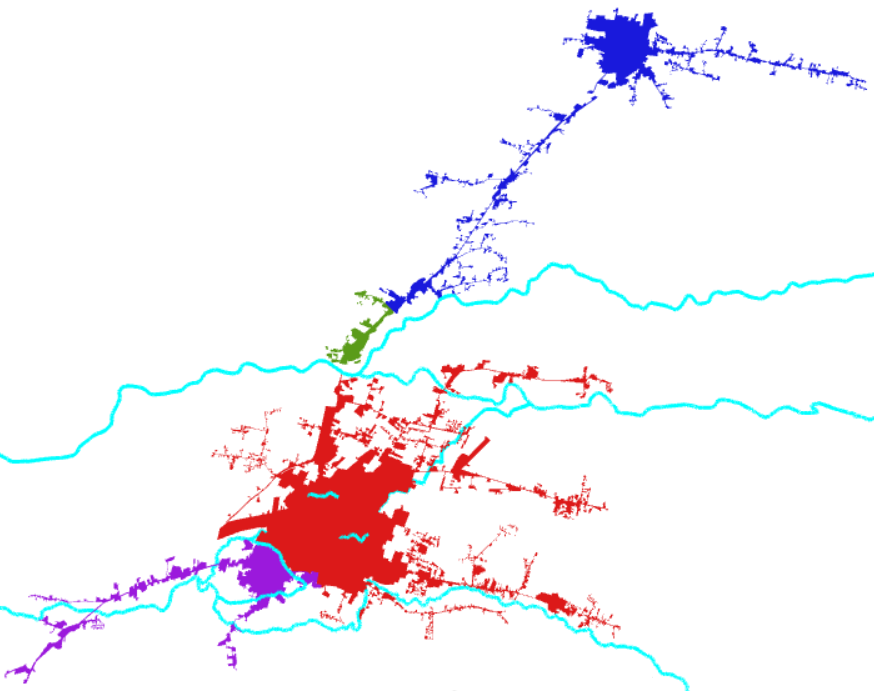
Mapa de la Conurbación Chillán en que se desarrolla la historia de la ciudad.

La Historia de Chillán es la narración de diversos acontecimientos ocurridos en la ciudad chilena de Chillán y sus alrededores.
Aunque las evidencias arqueológicas indican la existencia de asentamientos humanos en la zona cercana a la confluencia de los ríos Itata y Ñuble, durante el período agroalfarero temprano, el registro histórico más antiguo de la zona, data de 1536, cuando la hueste de Diego de Almagro, comandada por Gómez de Alvarado y Contreras, llegó a la orilla del río Ñuble y fue hostilizada por los aborígenes, suceso que se conoce como Batalla de Reinohuelén.
Originalmente establecida en 1580 por Martín Ruiz de Gamboa, la ciudad fue inicialmente abandonada debido a constantes ataques indígenas. Sin embargo, en 1663, Ángel de Peredo refundó la ciudad. Posteriormente, en 1751, un terremoto golpeó la región, resultando en la destrucción de Chillán, que fue nuevamente refundada ese mismo año por Domingo Ortiz de Rozas, en lo que hoy se conoce como Chillán Viejo. En 1835, un nuevo terremoto sacudió la zona, llevando a que la ciudad fuera fundada por cuarta vez en su ubicación actual, por orden del presidente Joaquín Prieto. Finalmente, en 1939, ocurrió un nuevo sismo, que además de destruir casi toda la ciudad, es considerado como el más mortífero en la historia de Chile, asimismo, la reconstrucción de la ciudad con base en las ideas de la arquitectura moderna durante la mitad del siglo XX, consideran este hecho como su quinta fundación.
Sus procesos históricos también están marcados por ser escenario de batallas como el Sitio de Chillán en 1813, como también por su cultura local, que resalta en sus tradiciones y personalidades destacadas. A partir del nuevo milenio, otras situaciones como incendios forestales, atentados, un terremoto y también la Pandemia de COVID-19, tienen de escenario principal a la ciudad, resaltando por sobre todo, la creación de la Región de Ñuble, de la cual Chillán es su capital.

## Antecedentes
El área comprendida entre las actuales comunas de Chillán y Chillán Viejo era habitada antiguamente por indígenas llamados picunches y chiquillanes, quienes se alimentaban de piñones y carnes, tejían fibra y lana además de hacer adornos con plumas de ñandú.
Tras la fundación de Concepción en 1550, surge el repartimiento de tierras en el área de Ñuble, cual se dedicaría exclusivamente al abastecimiento de Concepción con cereales, trigo, derivados del vacuno y vino.

## Primera fundación

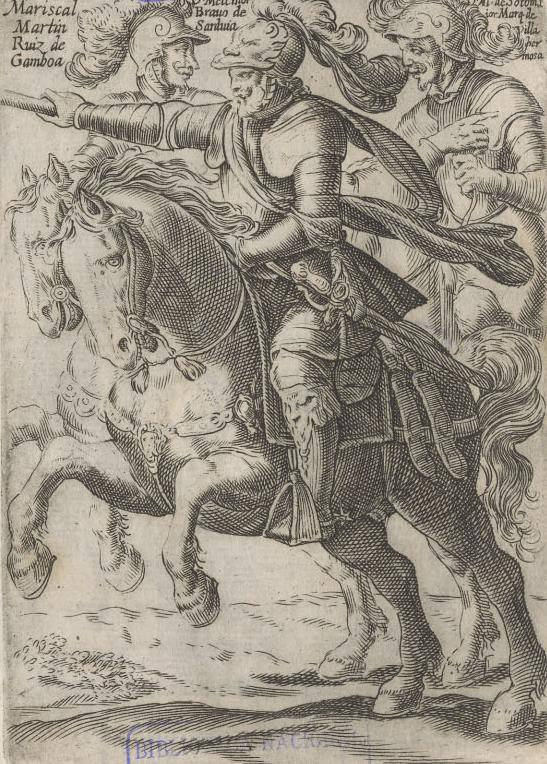
Martín Ruíz de Gamboa, fundador de la ciudad

En 1576 fue la creación del Fuerte de San Ildefonso, a orillas del Río Chillán destinado a proteger el camino entre Santiago de Chile a Concepción, fue el núcleo generador de la ciudad ordenado por Rodrigo de Quiroga, quien en 1578 encargó a su yerno Martín Ruiz de Gamboa, la creación de una ciudad a 20 leguas de Concepción. Martin llegó en 1579 mientras que al año siguiente falleció su suegro, ese mismo año Martín Ruiz de Gamboa reorganiza el fuerte llamándolo Fuerte de San Bartolomé, cuya misión sería proteger las tierras que comenzaban a cultivarse y que abastecían a Concepción. Además funda la ciudad en 1580 bajo el nombre de San Bartolomé de Gamboa en el sector denominado "El Bajo" del actual Chillán Viejo, nombró por Alcalde al capitán Fernando de Alvarado, por Alcaldes ordinarios al capitán Francisco Jufré y al capitán José de Castro, por Corregidores a Francisco Alonso Ortiz de Atenas, Francisco de Tapia, Fernando Vallejo, Esteban de Lagos, Alonso de Gómez, Alonso de Valladolid; y por procurador y mayordomo al capitán Diego de Baraona.
La jurisdicción del cabildo chillanejo abarcó entre los ríos Maule e Itata, con excepción del área del Itata después de la confluencia con el Río Ñuble, cual era abarcada por el Corregimiento de La Concepción. El primer sacerdote en el sector fue Fray Francisco Ruiz y la jurisdicción de la parroquia abarcaba los mismos que el Corregimiento de Chillán, con la diferencia que el límite norte sería el Río Longaví.

### Ataques a la ciudad
Los primeros 75 años de la ciudad abarcaron una serie de ataques constantes a la ciudad, el primero del que se tiene testimonio ocurrió en febrero de 1581 por parte de un grupo de chiquillanes. El 9 de octubre de 1588 surgió un nuevo intento de saqueo y quema de la ciudad por parte de los indígenas, sin embargo fue frustrado.
Tras la muerte del gobernador Martín García Óñez de Loyola en la Batalla de Curalaba y la Destrucción de las siete ciudades, el corregidor Nicolás Cerra informó de la situación a Francisco Jofré, exmilitar, quien se dirigió a Millapoa a combatir, una vez declarado Jefe de la Guerra de Arauco por Pedro de Viscarra, Francisco envió a su yerno, el Capitán Serrano, como corregidor y jefe militar de Chillán, cargos que ya estaban siendo ocupados por Nicolás Cerra. Serrano durante su cargo oyó rumores de levantamiento de la ciudad por parte de los indios, a lo cual reaccionó desplegando un grupo de soldados que tomaron prisioneros a diversos indígenas, sin consideración de amistad con los españoles. El odio de los nativos aumentó cuando supieron que estos prisioneros estaban siendo sometidos a torturas y humillaciones, esta sería la causal directa para que el 13 de septiembre del 1599 surgiera de una rebelión mapuche, cual es relatada en el libro Purén indómito de Diego Arias de Saavedra, quien en ese instante era alcalde de la ciudad.

### Abandono de la ciudad
En 1600 surge un asalto y destrucción de la ciudad por parte de los indígenas comandados por Paillamacu. El gobernador Alonso de Ribera crea el Fuerte de San Pedro de Ñuble, ubicado en la orilla del río homónimo. A este se sumaba el Fuerte de Quinchamalí en la confluencia de los ríos Itata y Ñuble y el Fuerte de Santa Ana ubicado Itata abajo, creando así una red de fuertes en la zona. Pocos años después nacería en la ciudad el escritor y militar chileno Francisco Núñez de Pineda y Bascuñán, autor del libro Cautiverio feliz
Para 1610, el oidor de la Real Audiencia, Gabriel de Celada, redactó un informe al rey en la cual habló de la situación de Chillán después de los ataques de 1599 y 1600.

"Tiene cincuenta y dos casas, de las cuales ocho son cubiertas de teja, las treinta y nueve cubiertas de paja, y las cinco son hechas de buhío de palos y paja; una iglesia parroquial; un convento de Santo Domingo, con tres religiosos; otro de San Francisco, con seis religiosos; otro de la Merced, con tres religiosos''
Gabriel de Celada a Felipe III de España sobre la ciudad de Chillán, 1610

Durante la década de 1620, el cacique Lientur hizo irrupción en San Bartolomé de Gamboa, ocasionando robos e incendios en viviendas en diversas oportunidades. En 1628, cuando el corregidor Gregorio Sánchez Osorio asumía su cargo, Lientur junto a un grupo de indios le tendieron una trampa en la cual cayó junto a sus dos hijos, un alférez real, un regidor y tres soldados más, siendo asesinado a un costado de un estero. Para 1645 los caciques del pueblo pehuenche Guilipel e Inaqueupu también atacan la ciudad.
Antonio de Acuña y Cabrera asumió su cargo de gobernador en 1653, fue su esposa Juana Salazar y sus cuñados Juan y José Salazar los que sugirieron al gobernador buscar la manera de ampliar sus fortunas y además, buscar esclavizar indígenas para sus servicios. Los hermanos Salazar llevaron a cabo un plan de secuestrar indígenas en la costa de Osorno, aquel suceso que vulneró los acuerdos realizados en los parlamentos de Quilín y Boroa, llevó a los indígenas a rebelarse, desencadenando una serie de ataques a las ciudades ubicadas desde el Río Maule al sur. Fueron los mismos pobladores españoles y criollos los que obligaron a que el gobernador fuera depuesto de su cargo.
En 1655, el cacique Loncomilla junto a grandes grupos de indígenas purapeles, perquilauquenes, cauquenes y putaganes, hicieron presencia en el actual sector de Cocharcas, en el lugar se presentó el alférez real Francisco Bravo de Saravia, con lo cual los indígenas hicieron retirada, sin embargo, estos cruzaron el Río Ñuble en la noche, a una legua de distancia hacia el oeste, sin embargo Bravo de Saravia apareció en el lugar e inmediatamente Loncomilla hizo su retirada, evitando un conflicto fuera de la ciudad. En el lado suroriental de la ciudad hizo presencia el cacique Quelutaru con los indígenas de Tomeco, sector cercano al actual Yumbel, estos hicieron un fuerte similar al de San Bartolomé y fueron los primeros en atacar, sin embargo toparon con barricadas en las calles y defensas españolas que les imposibilitaron avanzar. A los días posteriores llegaron más indígenas como refuerzos, muchos de ellos eran yanaconas que se revelaban en contra de sus patrones, formaron entonces el segundo ataque a la ciudad, al no poder ingresar emprendieron retirada hacia Rere y Concepción. Los españoles estaban debilitados por el hambre, heridas de combate y peste. Un tercer grupo de indígenas cordilleranos bajó desde Alico hacia Chillán que tampoco logró vencer a los españoles, sin embargo las condiciones en que se encontraban los habitantes de la ciudad, obligó a los habitantes a crear un cabildo en el cual solicitaron que la Virgen del Rosario intercediera en la decisión de abandonar la ciudad o enfrentar los ataques mapuches.
La tradición cuenta que la Virgen del Rosario se apareció a los chillanejos días después, vestida de peregrina, y por ello fue denominada "La bella peregrina", aquel suceso fue interpretado como una señal de que debían emigrar de la ciudad. Se dice además que de esta emigración surge además, la devoción de San Sebastián en la ciudad de Yumbel. Lo que es definitivamente cierto es que tras el abandono, la ciudad fue destruida e incendiada junto con el Fuerte San Bartolomé.

## Segunda fundación
La multitud emigró con destino a Santiago, sin embargo, esta se detuvo a orillas del Río Maule, por petición de la Real Audiencia de Santiago y el Cabildo, hasta agosto de 1663 cuando Ángel de Peredo encargó a Juan de las Ruelas Millán la reconstrucción de San Bartolomé de Gamboa, trabajos que iniciaron el 1 de octubre de 1663, día del Santo Ángel de la Guarda, en el mismo sector donde estaba emplazada anteriormente. A fines de aquel año ya estaba edificada gran parte de la ciudad, habían reconstruido los conventos de San Francisco y Santo Domingo, además de los Fuertes de Quinchamalí y Ñuble, a ello se agregó la construcción de un castillo con dos torreones en el lado surponiente. A esta ciudad se la bautizó como Santo Ángel de la Guarda, en gratitud al gobernador que refundó el pueblo, el día 1 de enero de 1664, el mismo gobernador también le apodaría como "Llave del Reino", también se instauran a la Virgen del Rosario y el Ángel de la Guarda como patrones de la ciudad. No sería hasta 1671 cuando se instalaría la primera industria en el rubro de curtiduría por Luis Lara.
En 1672, el gobernador Juan Henríquez creó un pueblo de indios al costado de Santo Ángel de la Guarda, como manera de debilitar fuerzas indígenas en el sur, el sitio fue nombrado por los indígenas como "Huambalí" en recuerdo de la tierra en donde venían anteriormente, estos indígenas serían usados para el trabajo textil. Asimismo cedió tierras en la localidad de Dadinco, actual comuna de San Nicolás, a los curas dominicos. Para junio de 1677 el Río Chillán creció abruptamente a causa de las lluvias, inundando varias casas, el convento de La Merced y una plaza ubicada al costado del Fuerte, al día siguiente en el cabildo se envió una carta al gobernador para solicitar la construcción de tajamares de cinco cuadras, solicitud que fue aprobada y llevada a cabo al año siguiente.
El 11 de mayo de 1697, el rey Carlos II concede la cédula que aprueba la creación del Colegio de Naturales de Chillán al cura González de la Rivera, quien pertenecía a la orden de los jesuitas, este recinto sería destinado para los hijos de caciques mapuches que eran instuidos en la lengua española

## Tercera fundación
Si bien el 23 de septiembre de 1700 el Colegio de Naturales ya comenzaba a funcionar, en 1714 se iniciaron las obras gruesas en el sector de Alto de la Horca, fuera del área cubierta por el Fuerte, hasta que en 1723 fue trasladado a Santiago debido a una Rebelión mapuche, que si bien no afectó la ciudad, se prefirió prevenir ante la posibilidad del hecho.
En 1735 el gobernador Manuel de Salamanca hizo la observación de que todos los años en la ciudad, el Río Chillán desbordaba su cauce, ingresando a la ciudad, sin respetar los tajamares construidos, se acordó un 29 de mayo del mismo año de crear un segundo cauce que serviría como desagüe, se ignora si ese cauce fue construido o no, pero lo que sí se conoce es que en 1748 se produce un desborde del río que deja a la ciudad en una ruina parcial, y para empeorar la situación, la madrugada del 25 de mayo de 1751 surge un terremoto con epicentro en Concepción, cuyas ondas sísmicas ocasionaron que el Río Chillán fuera vaciado sobre la ciudad, obligando a sus habitantes a establecerse en el sector "Alto de la Horca", correspondiente al emplazamiento que tiene la actual Chillán Viejo. Los días posteriores al sismo fueron de reconocimiento del terreno y de fallecidos, entre estos se encontraba el mismo alcalde de la ciudad, y peticiones a la Virgen del Rosario a que cesaran los movimientos telúricos, donde incluso se sumaban a las súplicas los indígenas de Huambalí.

"San Bartolomé de Gamboa pereció por el mismo fenómeno que Concepción, con la diferencia de ser barrida por los torrentes en que se convirtió súbitamente su Río Chillán, en lugar de serlo por las olas del mar"
Claudio Gay en su libro "Historia de Chile" 

La tercera fundación de Chillán fue establecida por Domingo Ortiz de Rozas bajo decreto un 25 de septiembre de 1751 este gesto le valió el título de "Conde de Poblaciones" por parte del rey Fernando VI. El proceso de construcción duraría hasta diciembre de 1765.
Para 1759 nace Isabel Riquelme. En 1772 surge una indea de fortificar la ciudad cual es rechazada por parte del gobernador Francisco Javier de Morales. En 1778 nace Bernardo O'Higgins y en 1781 nacería su hermana Rosa Rodríguez. Para 1786 existen dos obras de suma importancia para la ciudad, la primera es la reapertura del Colegio de Naturales en Chillán, esta vez a cargo de los franciscanos, y la fundación de un hospital de caridad, el cual es conocido hoy en día como Hospital San Juan de Dios, el Fray Rosauro Acuña se haría cargo de dirigir este recinto, quien también se encargaría de incentivar la causa independentista en la ciudad, haciéndose amigo de Bernardo O'Higgins, Pedro Ramón de Arriagada y Juan Martínez de Rozas.

### Rol durante la guerra por la independencia

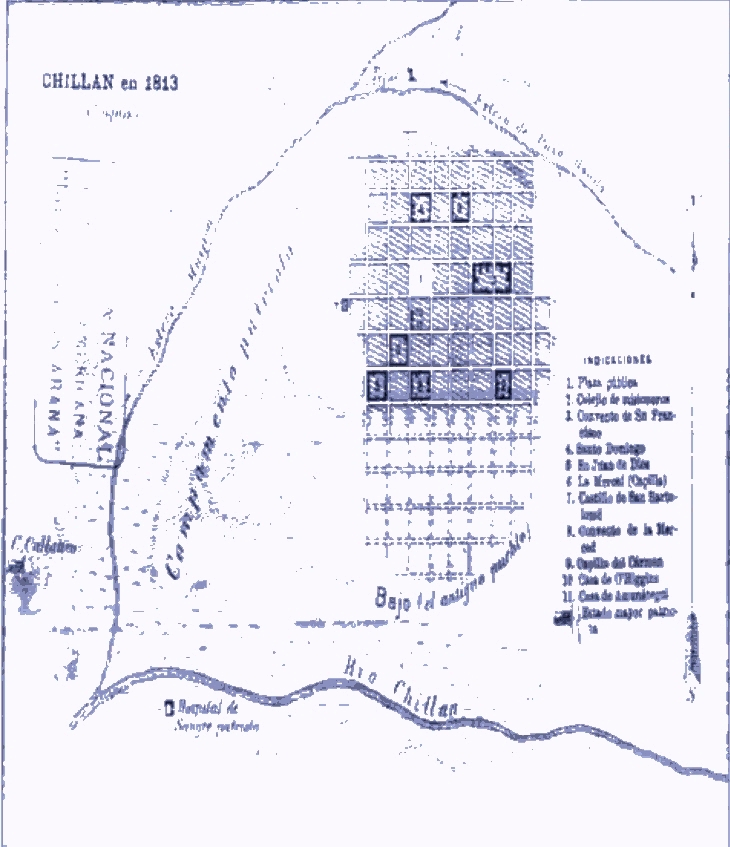
Croquis de Chillán del año 1813, correspondiente al actual Chillán Viejo.

En el contexto social de la ciudad, cabe mencionar en 1809 la renuncia del director del hospital San Juan de Dios, Rosauro Acuña, renuncia que fue rechazada por el cabildo Para 1811 el Seminario de Naturales es cerrado.
En 1813, durante la Patria Vieja surgen batallas en contexto de la guerra de la Independencia de Chile, en la provincia la primera es ocurrida en el mes de mayo en San Carlos, mientras que entre julio y agosto la ciudad de Chillán es sitiada. El desarrollo de este acontecimiento si bien se estaba gestando en 27 de julio, para el día 3 de agosto surge la primera batalla, cual es llamada el Combate de Maipón y es ganada por el bando realista, más tarde en día 5 de agosto surge una nueva batalla en el mismo lugar cual también es perdida por los patriotas. Las consecuencias para Chillán fueron asesinatos y detenciones, entre estas, la detención de Rosauro Acuña quien es levado a Callao y luego a Juan Fernández hasta su muerte. Dentro de la actual Región de Ñuble surgirían nuevos enfrentamientos como el 17 de agosto en la Combate de Quirihue y en el mes de octubre, la Batalla de El Roble, en el actual límite de las comunas de Bulnes y Quillón. En 1832 nace Pedro Lagos Marchant.

## Cuarta fundación
Cuenta la historia que el párroco José Antonio Vera que había llegado desde Ancud a Chillán en 1817, para una misa dominical de noviembre de 1834 anunció:

 "Dentro de poco tiempo caerá sobre este pueblo el castigo del cielo; preparaos sin demora, porque la justicia de Dios puede alcanzaros a todos" 
José Antonio Vera Alvarado, Chillán Viejo, noviembre de 1834

La advertencia fue repetida en la siguiente misa dominical lo cual ocasionó que fuese acusado ante el obispo José Ignacio Cienfuegos, quien en Concepción, le solicitó que dejara de ser sucesivo en la advertencia. Acuerdo que quedó factible hasta el último domingo anterior al 20 de febrero:

 "Ya está, mis carísimos hermanos, sobre nosotros la justicia de Dios, y caerá tremenda sobre este pueblo antes que venga el siguiente domingo" 
José Antonio Vera Alvarado, Chillán Viejo, febrero de 1835

A las 11:15 del 20 de febrero de 1835 ocurrió un violento terremoto con epicentro en Concepción cual destruyó la ciudad de Chillán completamente. El ruido, según descripciones de la época, se presentó con ruidos subterráneos y ocasionó derrumbes que llenaron de polvo la ciudad y oscurecieron el sol, el suceso derivó a que los habitantes se confesaran de manera pública ante los párrocos. Las únicas muertes fueron las de ocho reos en la cárcel pública, cuales les cayó un muro. Solo una sala de la cárcel y una parte del hospital se mantuvo en pie. Esa misma tarde el gobernador citó al cabildo y se mostraron dos contiendas, los que querían reedificar en el Alto de la Horca, liderados por el gobernador Prieto y los que quería reedificar en un sector nuevo, liderados por el alcalde. Para el 9 de marzo llegó a la ciudad el intendente José Antonio Alemparte con quien se creó una sesión municipal que determinó la construcción inmediata de los servicios públicos, como la recova, la cárcel, cuartel y matadero, además se agregue una escuela a la cárcel, sin embargo, no se tocó el tema de trasladar la ciudad. El gobernador Manuel Prieto hizo caso omiso a las peticiones del cabildo de hablar con las autoridades superiores para trasladar la ciudad, esa intransigencia de Prieto llevó al cabildo de Chillán a acusarlo ante el intendente. En junio del mismo año, el gobernador Manuel Prieto renunciaba a su cargo y asumía José María del Canto Marín de Poveda. Para el día 27 de mayo, el intendente José Antonio Alemparte comunicaba que el resultado de las votaciones para traslado de la ciudad fue favorable, el 4 de junio se envía a Santiago un expediente de traslación de la ciudad, el 23 de octubre los terrenos llamado "Huadún" de don Domingo Amunátegui, un terrateniente de origen vasco, son declarados bienes públicos, a pesar de que la intención original del dueño era venderlos.

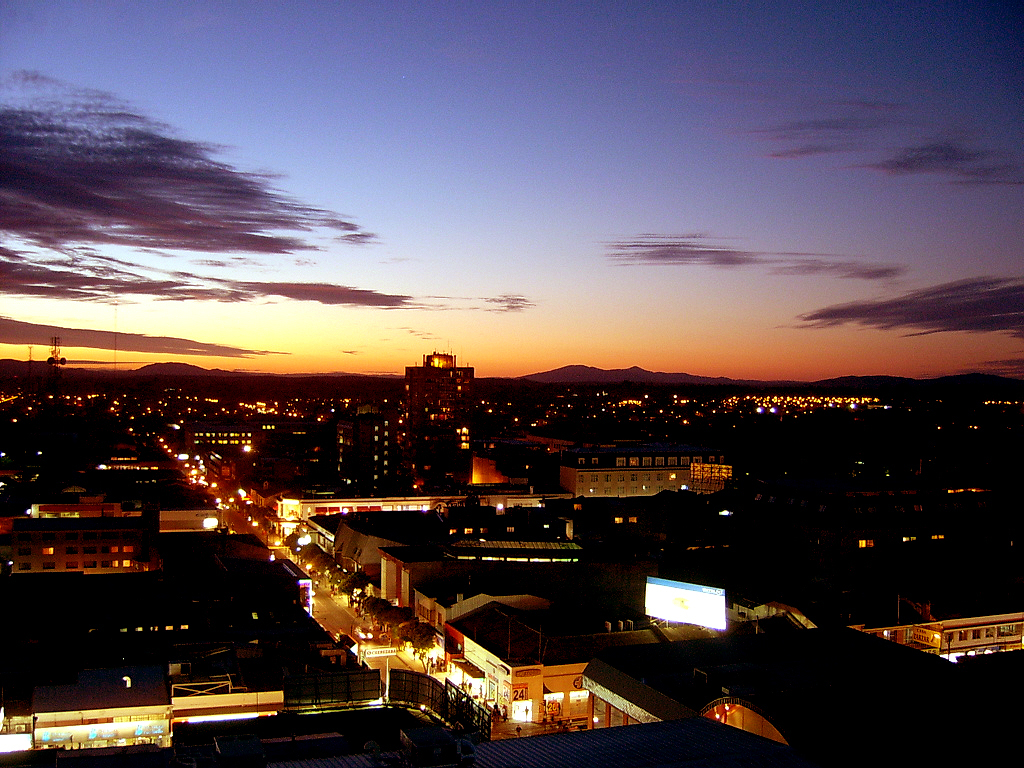
El área en que se realizó la cuarta fundación de la ciudad de Chillán, es hoy conocido como el sector de Las Cuatro Avenidas.

El 5 de noviembre de 1835, el presidente de ese entonces, José Joaquín Prieto, decreta la cuarta fundación de Chillán cual indicaba el costo para adquirir las propiedades y sus condiciones, a ello agregó José Antonio Alemparte que en la antigua ciudad no se podrá construir ningún edificio, solo en el nuevo lugar. Para el día 21 de noviembre se toma conocimiento en Chillán del destino de sus hogares, el 4 de diciembre Carlos Lozier inicia los trabajados de trazado de calles hasta el 15 de enero de 1836, con la inclusión de parte de las tierras adyacentes de "El Tejar" de Isidora Olate y las tierras de "Huambalí" de la familia Sandoval, se diera completada la cuadrícula de calles. El párroco Vera falleció en 1837 siendo despedido lleno de méritos por sus feligreces, aquel año también se crearía el Batallón de Infantería de Chillán por Bernardo O'Higgins. Para 1840 el intendente Clemente Lantaño ordena el cierre de la Recova en la antigua ciudad, a ello se suma el traslado del empedrado de las calles a la nueva ciudad, a ello se suma la creación de la nueva recova, nueva cárcel y nuevos terrenos del hospital San Juan de Dios, cuales sería en el cuadrante avenida Brasil, calle Rosas, calle Gamero y calle Itata.
Las primeras problemáticas de la ciudad fueron la de guiar las acequias para obtener agua en los hogares, cual no tendría solución hasta 1842, y el traslado de los habitantes de Chillán Viejo al Chillán nuevo, cual no se concretaría sin la orden del entonces intendente Manuel Bulnes al gobernardor Bernardo Letelier, quien autorizó la demolición de los antiguos conventos de Santo Domingo y La Merced y obligando a los vecinos que se resistieran a asistir a los actos en la nueva ciudad con multas. En 1847 es trasladado el Cuerpo de Vigilantes, lo cual convierte al antiguo Chillán en foco de delincuentes, ese mismo año se crea el primer molino, el de Guillermo Hollman para su empresa Álamos y Cia.

### Desarrollo urbano y social

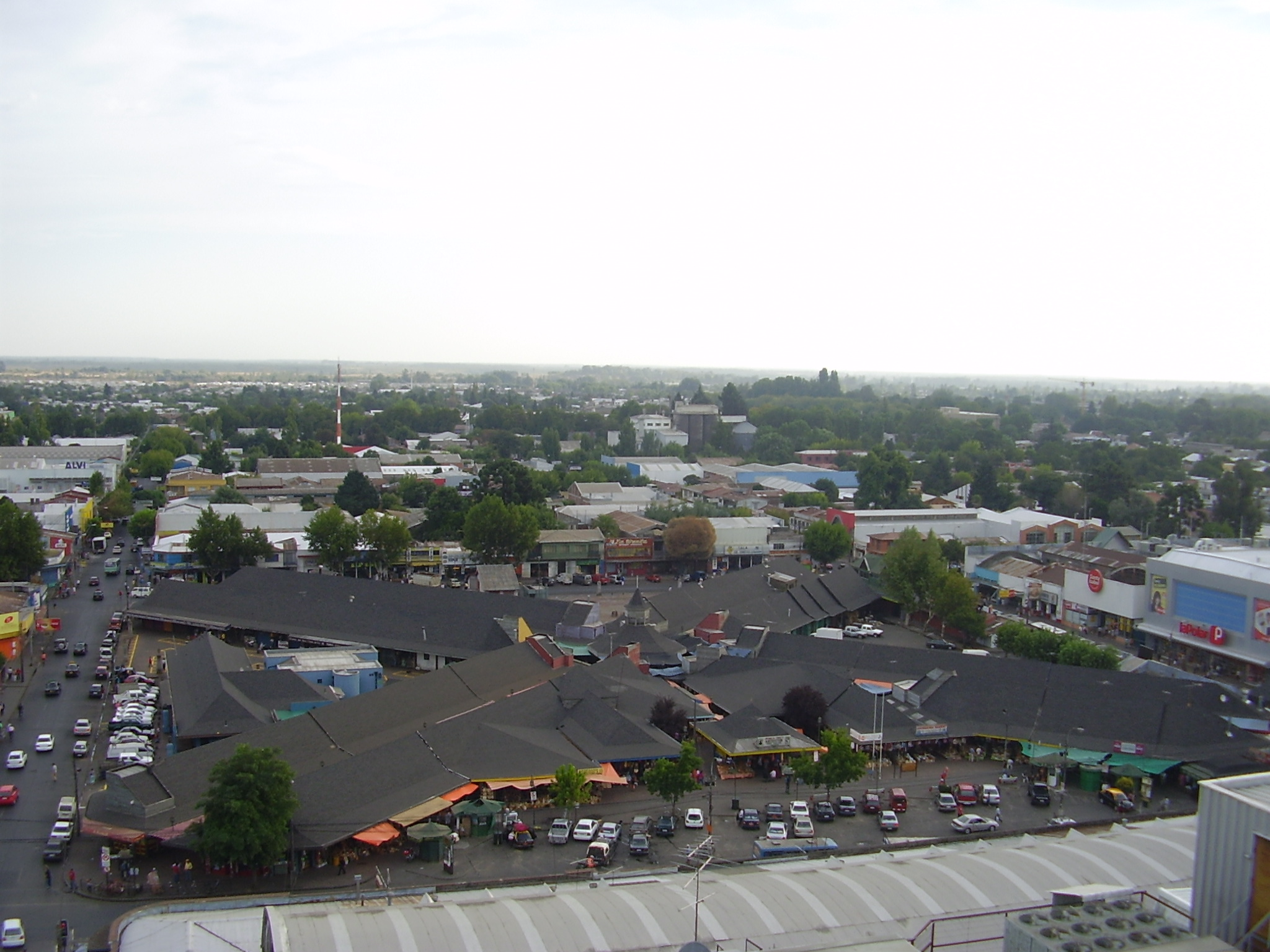
Vista aérea actual del Mercado de Chillán

En 1848 se crea la Provincia de Ñuble con Chillán como capital. Para 1850 la ciudad contaba con 7000 habitantes. El invierno de aquel año tuvo una inundación que obligó a crear canales subterráneos como los encontrados en 2011 en avenida O'Higgins. En el contexto de la Revolución de 1851, surge el Combate en el sector de monte de Urra. El intendente José Rondizzoni crea el "Registro de Albañiles y Artesanos", antecesora de la "Sociedad de Artesanos La Unión", para 1853 es creado el Liceo de Hombres de Chillán, primero en emplear la enseñanza secundaria en la ciudad. El año 1856 fue creada la primera Biblioteca Pública de Chillán, cuyo primer director fue Pelegrín Martín y Martí, sería antecesora de la Biblioteca Municipal de Chillán, ese mismo año el sector de Las Cuatro Avenidas pasaría por un proceso de nivelación de sus calles. Al año siguiente es creada la Dirección de Obras Públicas Municipales cual primera labor fue colocar alumbrado público en la plaza de Armas de Chillán. En 1857 se crea el Club Alemán de Chillán y el primer periódico de la ciudad, por Gonzalo Gazmuri, cual fue llamado "El Ñuble". Posteriormente, al año siguiente, la Recova del Mercado de Chillán es trasladada a la plaza de la Merced, mientras que en 1859 es inaugurado el colegio de la Purísima
En 1860 la plaza de San Francisco es remodelada. El telégrafo llega a Chillán en 1866 y para 1867 es creado el Cementerio Alemán o también conocido como Cementerio de Disidentes, en el sector oriente de Las Cuatro Avenidas. Al año siguiente la Recova del Mercado es ampliada En 1868 Juan Ignacio Montenegro crea en la ciudad el Banco de Montenegro junto al expresidente peruano Mariano Ignacio Prado.

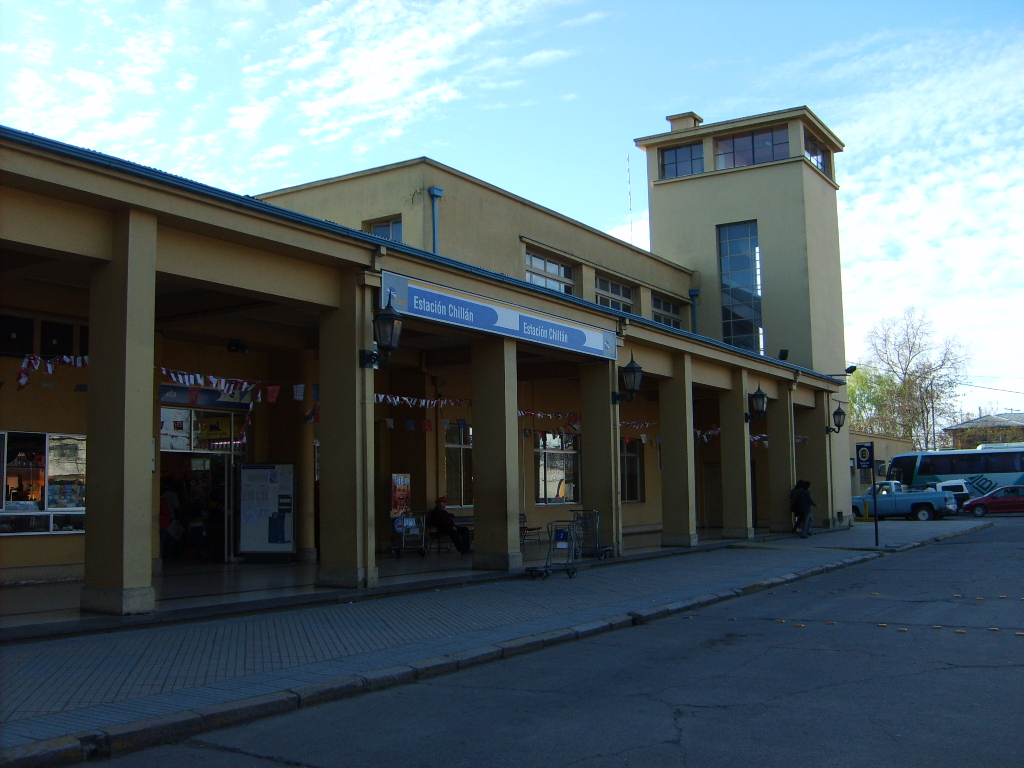
Fachada de la Estación de ferrocarriles de Chillán

El Diario La Discusión es creado el 5 de febrero de 1870 y consigo su primer edificio, siendo en la actualidad el segundo periódico más antiguo del país. En 1872 se inicia la construcción de las primeras casas fuera del sector de Las Cuatro Avenidas, en el sector Ultraestación, además cabe agregar que se inicia el loteo de lo que hoy es la Población Zañartu. La Estación de Ferrocarriles de Chllán sería construida en 1873. Juan Schleyer crea una fábrica de cervezas al sur de Las Cuatro Avenidas en 1875. Pedro Lagos Marchant funda la Logia Masónica de Chillán en 1876 junto diez personajes más de relevancia local. En 1885 se instalan los "carros de sangre" cuales conectaban el Chillán Viejo y el naciente Chillán Nuevo por la avenida O'Higgins, en ese tiempo llamada "Deuco", los tranvías de tramos cortos surgieron en 1922 y ambos estuvieron hasta el Terremoto de Chillán de 1939. En 1878 es creado el Club del Ñuble, además, el mismo año, surge un incendio en el Mercado de Chillán, a causa de ello, la ciudad se ve en la necesidad de crear el Cuerpo de Bomberos de Chillán en 1880, además se planea trasladar el mercado hacia avenida Brasil, sin embargo, don Ignacio Brunet Artés, en conjunto a un grupo de comerciante locales, logra a través de la vía judicial impedir ese cambio.
Los carros de sangre en la ciudad entraron en funcionamiento en 1884 realizando su recorrido desde la Estación Chillán hasta la plaza de Chillán Viejo, pasando por el centro de la ciudad, además existió un segundo tranvía que conectaba la Variante Collín con la Quinta Agrícola. En 1886 es creado el colegio de la Purísima Concepción. Al año siguiente es creada la Cruz Roja en la ciudad y la Escuela Práctica de Agricultura de Chillán sería creada en la calle Arturo Prat, entre calles Yerbas Buenas e Independencia. Para 1888 nacería en la ciudad Arturo Merino Benítez, ese mismo año el arquitecto francés Víctor Villaneuve aportó con la construcción de la Escuela Normal de Preceptores en 1888, después la Intendencia de Ñuble al año siguiente, sería el mismo que, a principios de siglo XX, crearía el edificio de los Almacenes Mundiales de Chillán.

Desde 1890 Chillán Viejo es creada como una comuna independiente de la de Chillán, dos años más tarde llega a la ciudad la red de telefonía. El 1 de abril de 1894 se crea la primera iglesia presbiteriana. Para 1895, existían 28.736 habitantes y 3.000 viviendas. Ya en 1897 nace la escritora Marta Brunet, la Escuela Práctica de Agricultura es trasladada a la Quinta Agrícola que hoy corresponde al Campus Chillán de la Universidad de Concepción, además es creada la "Sociedad Española de Beneficencia", antecesora del Centro Español de Chillán, y al año siguiente es creado el Seminario del Sagrado Corazón de Jesús por parte del obispo de Concepción, Plácido Labarca, quedando a cargo de los jesuitas.

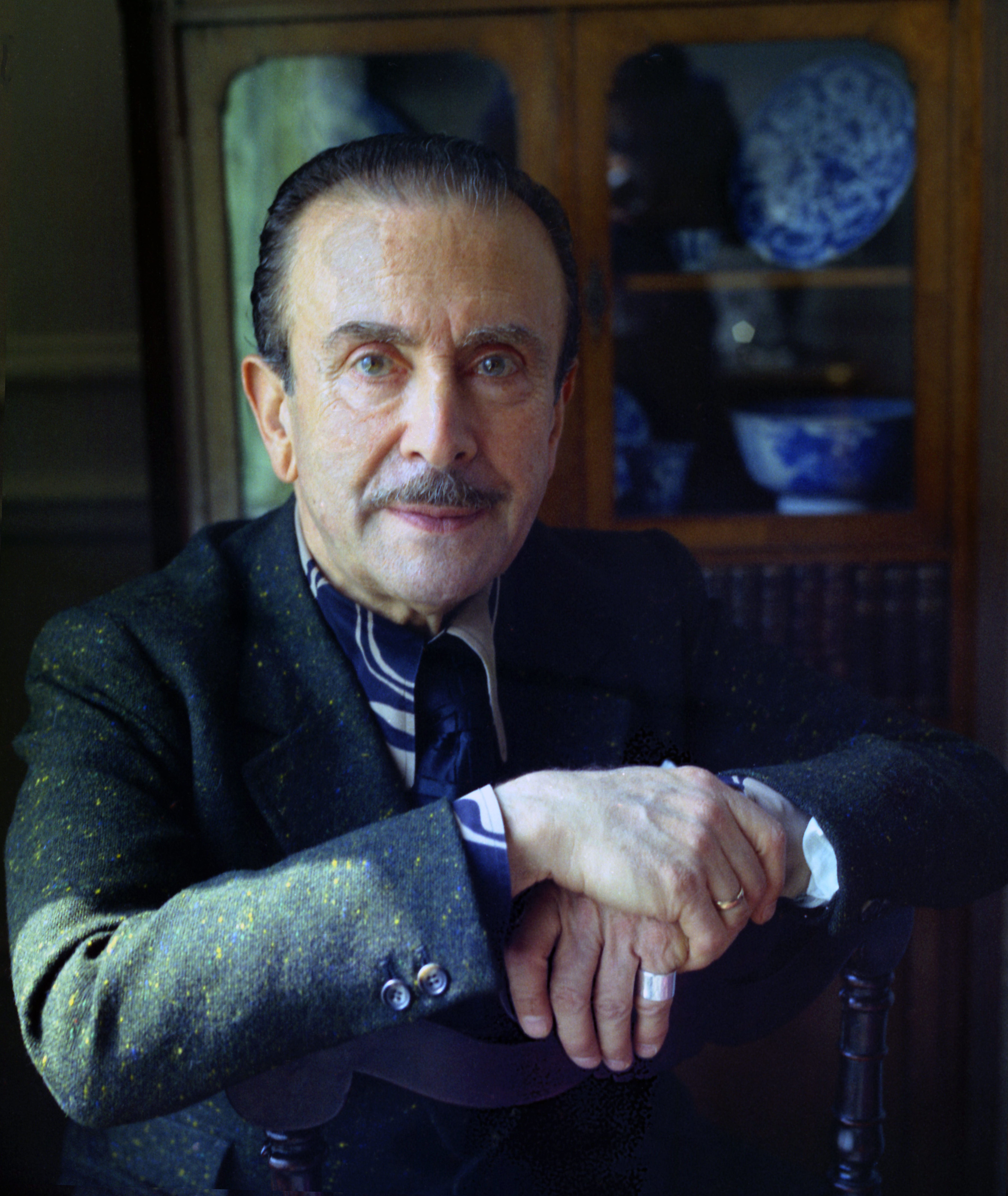
Claudio Arrau León, pianista nacido en Chillán

En el siglo XX el comercio local sería predominado por la gran cantidad de inmigrantes árabes y españoles en la ciudad. En 1902 es creada la empresa Casa Rabié por Nicolás Rabié y además el cementerio municipal de Chillán. Al año siguiente nace el pianista Claudio Arrau, y es creada la Escuela Superior de Artes y Oficios de Chillán, antecedente del Campus La Castilla de la Universidad del Bío-Bío. En 1907 nace la escultora Marta Colvin y es iniciada la construcción de la iglesia de San Francisco.
La ciudad en el Centenario de Chile tuvo la finalización de la electrificación por cables en toda la ciudad, fue oportunidad para implementar el tranvía eléctrico que funcionaría de manera paralela a los carros de sangre, conectando la avenida Collín con la plaza de Armas de Chillán, ese mismo año es creada la Casa Zarzar por don Jorge Zarzar y la tienda Gallo Blanco por la familia Lama. En 1912 nace el cantante de ópera Ramón Vinay y en 1914 es construido el primer Edificio Consistorial de Chillán. Para 1916 nace Don Mario Baeza Marambio, destacado abogado y músico quien se destacaría como Rector de la Universidad de Antofagasta, Creador del Coro Polifónico Madrigalistas de la Universidad de Chile, además de ser nombrado Hijo Ilustre por la ciudad de Trujillo, Perú. En este mismo año es creado el Liceo Fútbol Club en el Liceo de Hombres de la ciudad, el equipo sería la base de Club Deportivo Ñublense y ese mismo año nacería el político Volodia Teitelboim. Para el año siguiente se instaura la Gota de Leche en la ciudad, gracias a las gestiones de don Ramón Lantaño. Durante esta década además, se instala la Familia Parra en el sector de Villa Alegre.
En la década de 1920 es creada la tienda "El pobre diablo" por la familia Bawarshi, cual en los 80 pasaría a llamarse "Multiventas". En 1922 es ampliada la red de tranvía eléctrico a la Capilla San Juan de Dios en avenida O'Higgins. Ya en 1924 es construido el Puente Ferroviario Ñuble. El país sufre una crisis administrativa en 1927, lo cual ocasiona que Chillán Viejo pierda su calidad de comuna independiente de Chillán, el periodo de crisis se acenturaría con la Crisis económica de 1929, la ciudad enfrentó la situación con ayudas solidarias, como la del filántropo Armando Martín Villalobos quien mandó a sus empleados a repartir los alimentos que él resguardaba en sus tierras a los más necesitados.
En 1932 se funda la Radio Chillán cual posteriormente cambia de nombre a Radio Ñuble tras el Terremoto de Chillán de 1939 siendo la más antigua de Ñuble. En 1935 es construida la Casa Etchevers y el Edificio de Los dos Cuyanos, además es creada la empresa de embutidos Villablanca por José Luis Villablanca, Para 1937 finaliza la construcción de la iglesia de San Francisco.

## Terremoto de Chillán de 1939
"¿Es esta Chillán, la Perla de Ñuble?... ruinas, ruinas, ruinas. Una ciudad muerta"
Hugo Ercilla Olea, integrante de la comitiva presidencial, 27 de enero de 1939

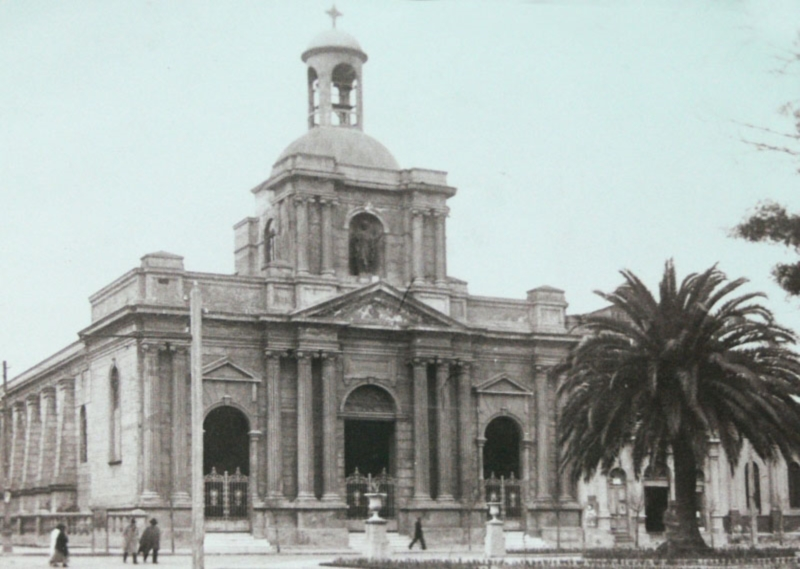
Catedral de Chillán, antes del terremoto

El 24 de enero de 1939 la ciudad sufrió nuevamente los efectos de un devastador terremoto, que destruyó casi completamente la ciudad, salvando unos pocos edificios. Según las cifras oficiales de la época la cantidad de habitantes de la ciudad era de 42.815 habitantes y la cantidad de fallecidos según el registro civil indicaba 2.717 fallecidos, el diario El Mercurio de Santiago indicaba por su parte 15 000 víctimas y la gente de la época mencionaba alrededor de 20.000, pero según la Dirección de Obras Públicas el 95% de la ciudad fue destruida.
Tras el lamentable suceso, a los dos días del acontecimiento, el presidente Pedro Aguirre Cerda viajó a la ciudad para observar los daños, tras una reunión en el Centro Español de la ciudad, el presidente inició una campaña de limpieza de la ciudad, cual abarcó de medidas sanitarias, alimentación, vestuario, techo, transporte, refugios de damnificados y el reabastecimiento de luz eléctrica, iniciando por la plaza de Armas de Chillán, el Hospital San Juan de Dios y la Estación Chillán, el gobierno aprobó además la ley que creó la Corporación de Reconstrucción y Auxilio y la Corporación de Fomento y Producción, ambas a beneficio de los afectados en el terremoto.

### Reconstrucción

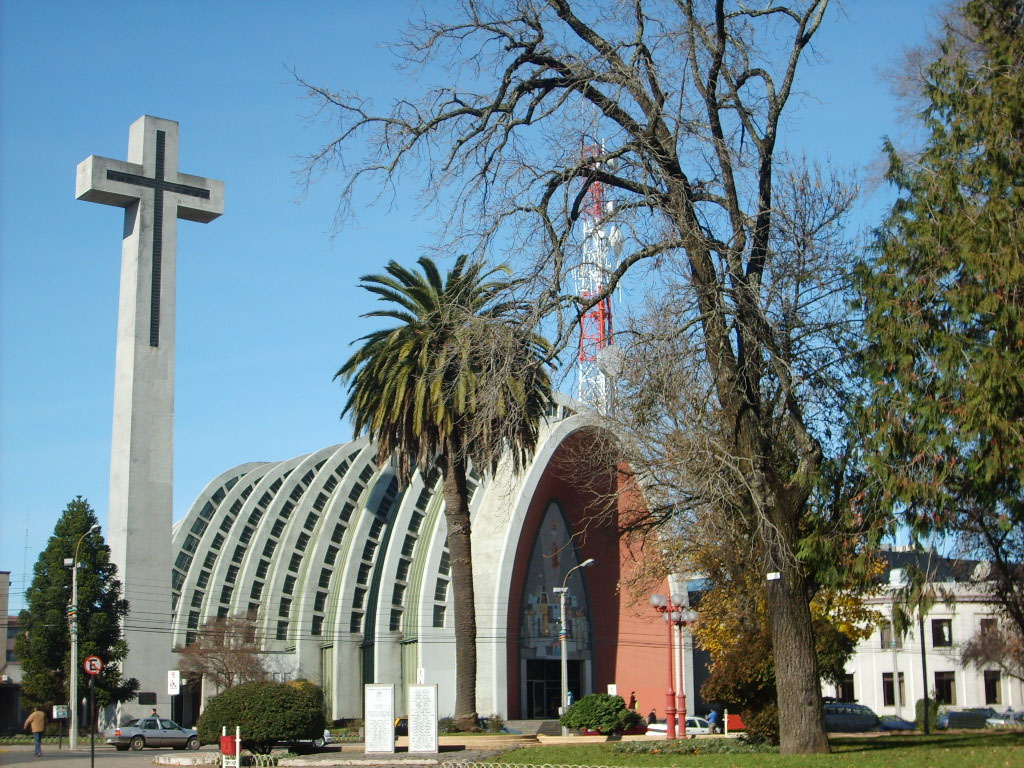
Catedral de Chillán en la actualidad

La década de 1940 sería el inicio de una etapa de reconstrucción, principalmente de servicios públicos, etapa que no finalizaría hasta el año 2016 con la construcción e inauguración del Teatro Municipal de Chillán. Existió la propuesta de que el arquitecto francés Le Corbusier organizara la reconstrucción de los edificios y los trazados de calles, sin embargo, esta idea fue desechada. En 1940, el gobierno de México donó la Escuela México como ayuda solidaria, en cuyo interior existen murales pintados por David Alfaro Siqueiros y Xavier Guerrero, además es construido el Edificio de los Servicios Públicos, el Cuerpo de Bomberos de Chillán, los Edificios Municipales y el Mercado de Chillán. Para 1941 son reconstruidas la Estación Chillán y la Catedral de Chillán. Ya en 1942 es construido el Edificio del Diario La Discusión y la Casa Cuitiño.  Al año siguiente sería construido el Edificio de la Sociedad de Artesanos La Unión. Luego, en 1945 es inaugurado el Hospital Clínico Herminda Martin y el Cine Central, en el año 1947 es construida la Casa Lama y al año siguiente, los restos de Isabel Riquelme y Rosa O'Higgins son trasladados a la ciudad.

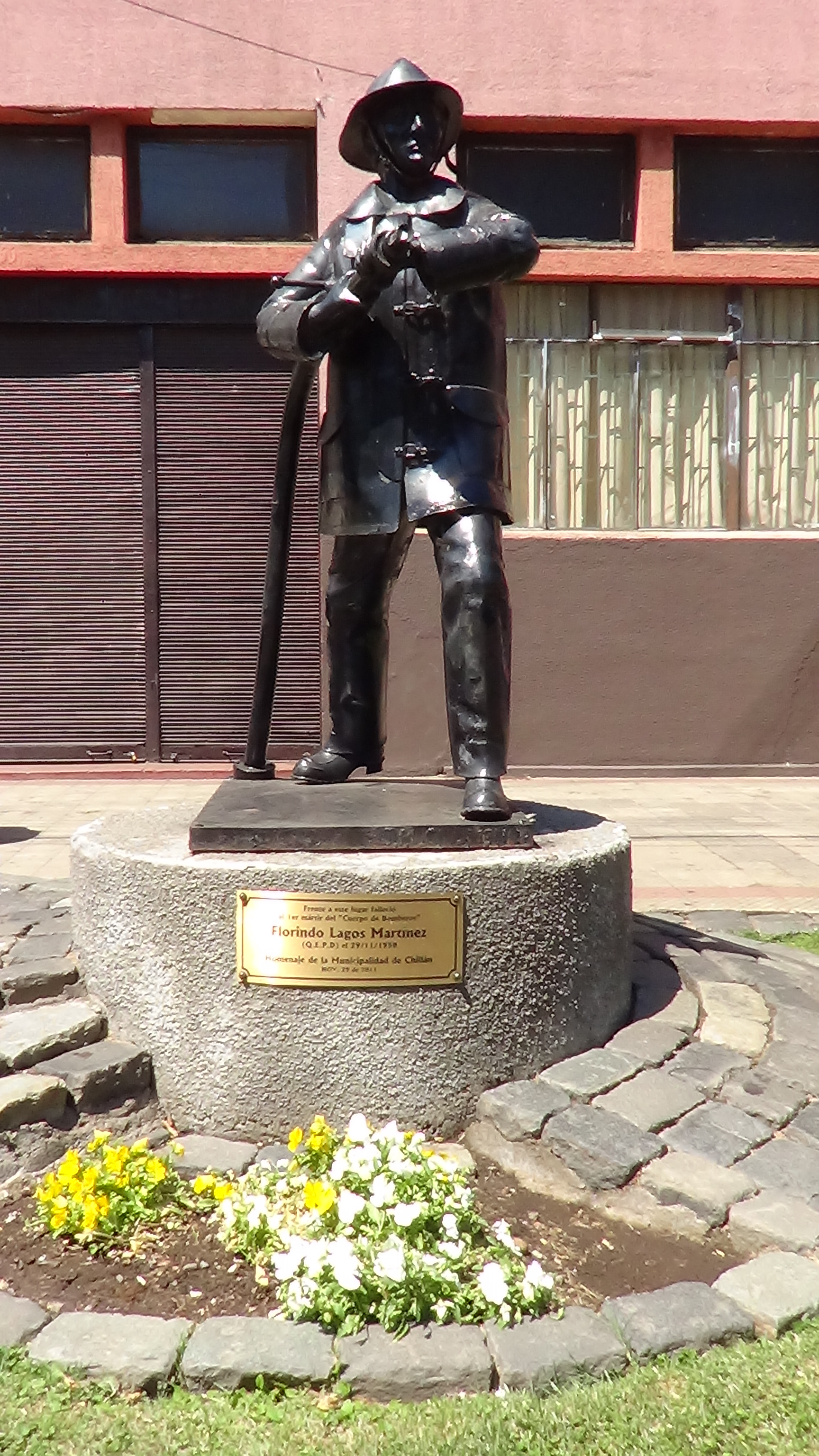
Monumento al mártir de bomberos, Florindo Lagos Martínez

En los años 1950 la ciudad contiene problemáticas habitacionales cuales provienen de la migración del campo a la ciudad, los presidentes Carlos Ibáñez del Campo y Jorge Alessandri proponen planes para la construcción de viviendas, es así como surgen sectores como las villas Ibáñez, Rosita O'Higgins, Marta Brunet,  20 de agosto, Pedro Lagos y Medina, mientras que en el acceso norte de la ciudad comienzan a enclavarse industrias como IANSA. Además en 1952 es construido el Cine O'Higgins, el Edificio Rocchetti y la Casa Chejade. El 21 de noviembre de 1958 el Cuerpo de Bomberos de Chillán tiene su primer y único mártir local, don Florindo Lagos Martínez, quien falleciera en avenida Libertad, a un costado del municipio, en el instante en que se dirigía a asistir un incendio en las inmediaciones del Cine O'Higgins.
Durante la década de los 60 son creadas las villas Ortega, El Roble, Purén, Irene Frei, Defensa Nacional, Kennedy, Ferretera e Iansa, luego en 1969 son creadas las villas El Toro, Empleados Municipales, Santa Eugenia, El Tejar, La Araucana y Conjunto Habitacional Ñuble. En 1961 se inicia la construcción del Estadio Nelson Oyarzún.

### Allende y Pinochet

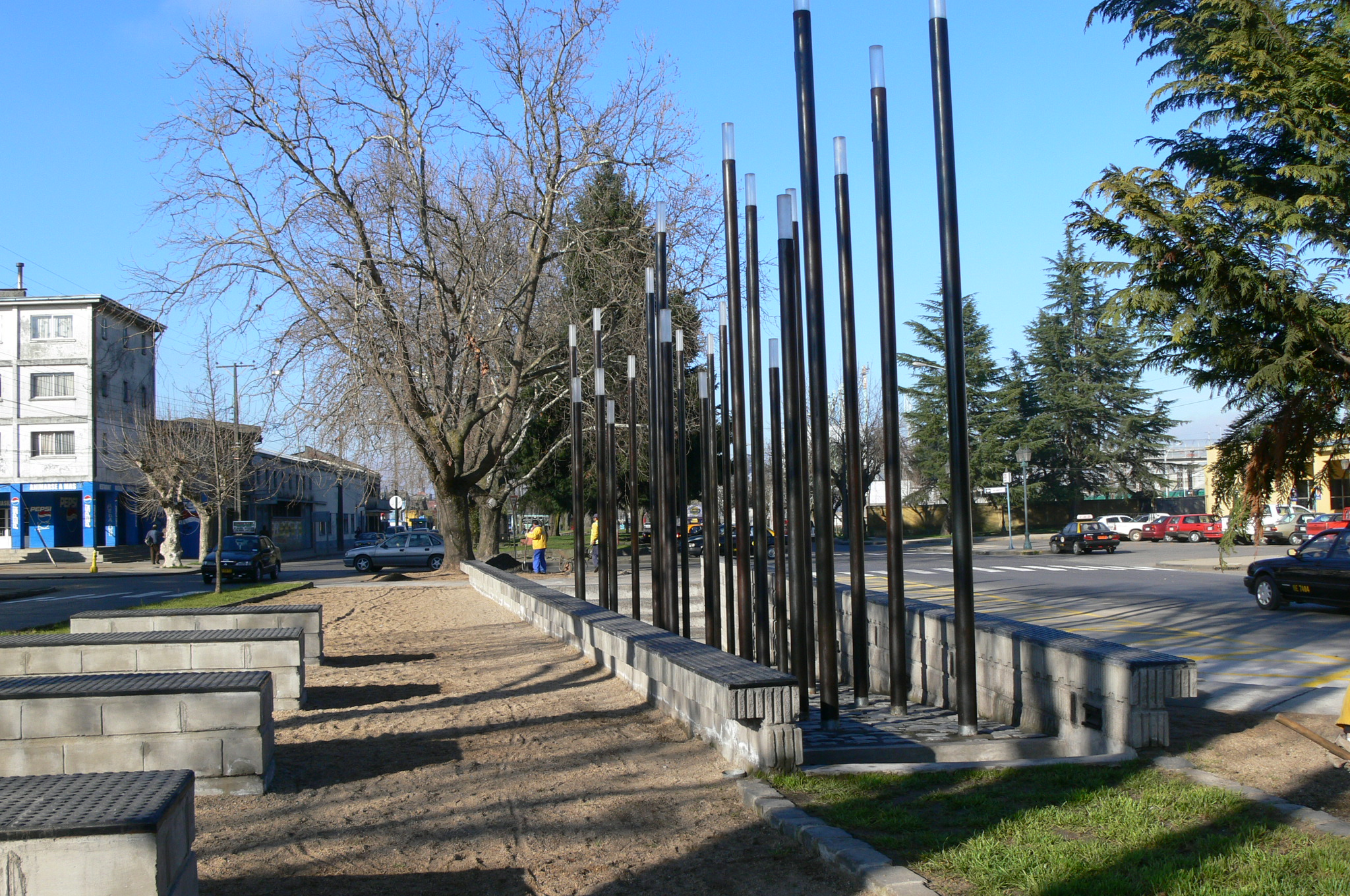
El Parque de la meditación de Chillán es un memorial a las víctimas de violaciones a los derechos humanos y ejecutados políticos durante la dictadura en Ñuble, está ubicado en el bandejón central de la avenida Brasil.

En el Gobierno de Salvador Allende son creados los barrios Vicente Pérez Rosales, Luis Cruz Martínez y Arturo Prat. Tras el Golpe Militar de 1973, los centros de detención en la ciudad de Chillán fueron la Tenencia de Carretera de Ñuble, Cárcel de Chillán, Cárcel de Mujeres Buen Pastor de Chillán, la Segunda Comisaría de Chillán y los retenes de avenida España, Huambalí, Schleyer y Población Zañartu, mientras que los principales centros de tortura fueron el Cuartel de Investigaciones de Chillán, el Regimiento de Infantería n.º 9 "Chillán", el Campo Militar de Entrenamiento Fundo Quilmo y el Cuartel de la Central Nacional de Informaciones de Chillán; a nivel provincial, a esta lista cabe agregar las cárceles de Bulnes, Yungay y Quirihue, las comisarías de San Carlos, Quirihue, Coihueco y Bulnes, y el retén de San Nicolás. Algunas obras artísticas fueron censuradas como los murales, entre ellos, el mural Principio y fin ubicado al interior del Municipio de Chillán, el ubicado en la esquina de calle Herminda Martin con Libertad y el mural de la fachada de la Estación Chillán. En esta década además, son creadas las villas Sarita Gajardo, Olímpica y Ferrocar.
Durante la década de 1980 son realizadas algunas adopciones ilegales que no serían descubiertas hasta 2014, destacando 20 casos en la entonces Provincia de Ñuble.  Además, destaca en el ámbito empresarial, la creación de los cementerios Parque Las Flores y Parque Los Héroes, la fundación de la empresa Somontur cual se adjudica la propiedad de las Termas de Chillán, la creación del Instituto Profesional de Chillán, y la adquisición del "Colegio Seminario del Sagrado Corazón de Jesús", por parte de la diócesis de Chillán, entidad que le cambia el nombre a "Colegio Seminario". y además son creados los cementerios privados Parque Las Flores y Parque Los Héroes. Asimismo en el lado oriente de la ciudad es creado el barrio Río Viejo y la ciudad llega hasta avenida Los Puelches.

### Década de 1990

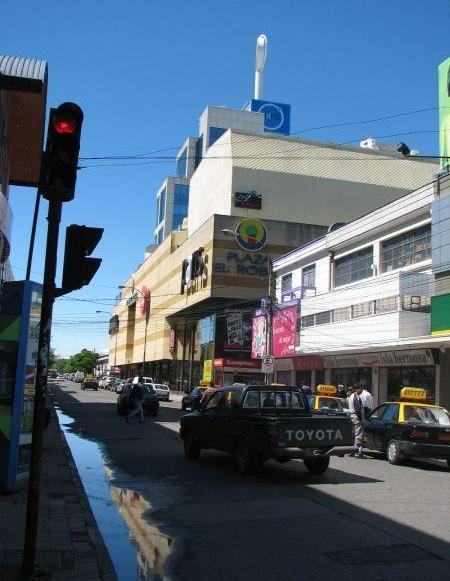
Antigua vista del entonces Mall Plaza el Roble de Chillán, creado en 1996, actualmente el edificio corresponde a Mall Arauco Chillán.

Durante esta década es creado el sector de Los Volcanes, naciente del loteo de las tierras denominadas "Santa Blanca". En 1995 es creada la comuna de Chillán Viejo por segunda vez.
En 1996 se construyó el Mall Plaza El Roble por la familia Rabié, lo cual ocasionó que muchas tiendas nacidas en la ciudad cerraran por estar en desventaja ante la competencia. Para el año siguiente es creado el "Comité Pro Ñuble Región" en un cabildo abierto con el fin de iniciar el proyecto que llevaría a la entonces, Provincia de Ñuble, a convertirse en una región, a aquel cabildo abierto asistieron personalidades empresariales locales, académicos y políticos como Isidoro Tohá, Rosauro Martínez, Aldo Bernucci y Mario Ríos Santander.
El 2003 es remodelado el Museo Claudio Arrau, casa natal del célebre pianista. Para 2006 fue creado el parque de la Meditación en el bandejón central de la avenida Brasil. Ya en 2007 el grupo Rabié vende el Mall Plaza El Roble a la empresa Parque Arauco, cual lo convierte en Mall Arauco Chillán y Edificio de la Cooperativa Eléctrica de Chillán es declarado Monumento nacional.
Durante 2008 es creado el diario Crónica Chillán, además los estadios Nelson Oyarzun y Arístides Bahamondes de las comunas de Chillán y Chillán Viejo respectivamente, son remodelados a causa de que el primero mencionado sería sede de la Copa Mundial Femenina de Fútbol Sub-20 de 2008. La pérdida de la localía del Club de Deportes Ñublense durante el Torneo de Apertura del 2008 obligó al equipo a jugar en el Estadio Fiscal de Linares y el Torneo de Clausura del 2008 en el Estadio Monumental Arístides Bahamondes.
En 2009 fue instalado el Monumento en recuerdo a los Detenidos Desaparecidos de la Población Purén y fue creada la Plazoleta Ciudad de Río Cuarto.

## Terremoto de 2010

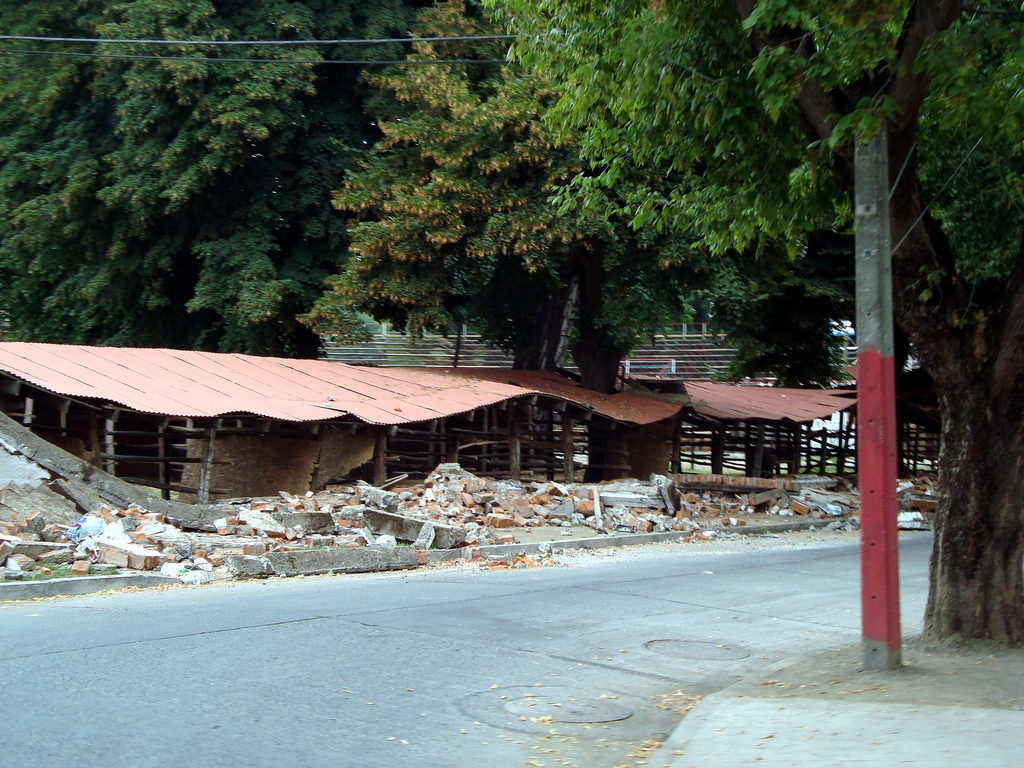
Muro perimetral de la Medialuna de Chillán tras el sismo

Tras el terremoto del 27 de febrero, la ciudad de Chillán queda parcialmente destruida, permitiendo que los 400 reos de la cárcel de Chillán se fugaran y dejando 4 prisioneros muertos por intentar escapar, diversas casas de adobe se destruyeron, los barrios residenciales de la ciudad quedan incomunicados del centro de la ciudad y el Estadio Nelson Oyarzún se destruye en su techo de la zona oeste, el Hospital Clínico Herminda Martin queda con un 50% de daños. En avenida Brasil colapsaron silos de trigo, elemento que quedó esparcido en medio de la arteria vial y la vía férrera. La catedral quedó con grietas y sin sus famosos ventanales, mientras que la estatua de Bernardo O'Higgins de la plaza de Armas quedó degollada. Los Murales de Siqueiros y Guerrero quedaron con graves grietas profundas.

### Reconstrucción

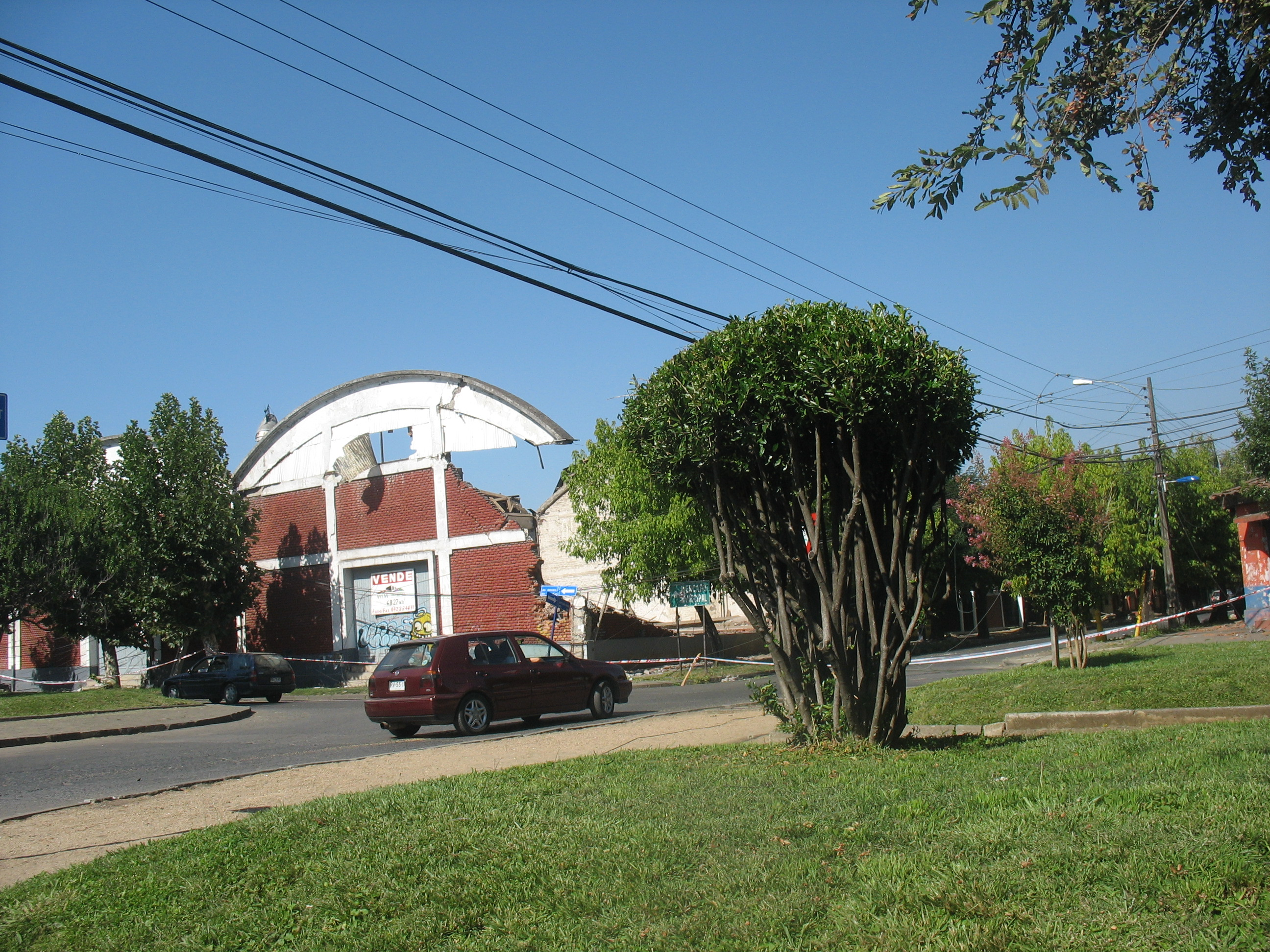
Esquina de avenida Brasil con calle Arturo Prat, en el sitio donde hoy se levanta el Edificio Don Jorge.

El proceso de reconstrucción de unos edificios y demolición de otros es un proceso que aún se vive actualmente. La reconstrucción de la Estación Chillán no fue posible hasta un año después ocurrido el hecho fatídico, mientras otras obras como la demolición del Edificio Los Héroes recién inició en mayo del 2017. El 30 de septiembre del mismo año es inaugurado el parque Marta Colvin en la avenida Ecuador con motivo del Bicentenario de Chile. Un año después de ocurrido el sismo, la Cárcel de Chillán es reconstruida como también el edificio de la Distribuidora Rabié en Chillán Viejo y el puente de Nebuco, además es reparada la Catedral de Chillán y los Murales de Siqueiros y Guerrero. Meses después, es demolida la torre de la estación de ferrocarriles de Chillán, lo cual ocasionó la oposición de algunos arquitectos por considerar que la reparación de la torre no requería tal procedimiento que además carecía de permisos municipales. La situación de la torre no se normalizó hasta agosto del 2011.
Ese mismo año, el poeta Gonzalo Rojas fallece a causa de una neumonía empeorada con un accidente cerebrovascular, en el mes de abril en Santiago de Chile, fue enterrado en el Patio de Artistas del cementerio municipal de Chillán tal como habría querido en vida, su hogar ubicado en el Río Renegado, a pocas horas de las Termas de Chillán, sería incendiado de manera intencional al mes siguiente. En octubre del 2011 la iglesia de la Virgen del Carmen de Chillán es declarada monumento nacional, ese miso mes, el municipio de Chillán Viejo demanda al estado por presencia de arsénico en la localidad de Llollinco.

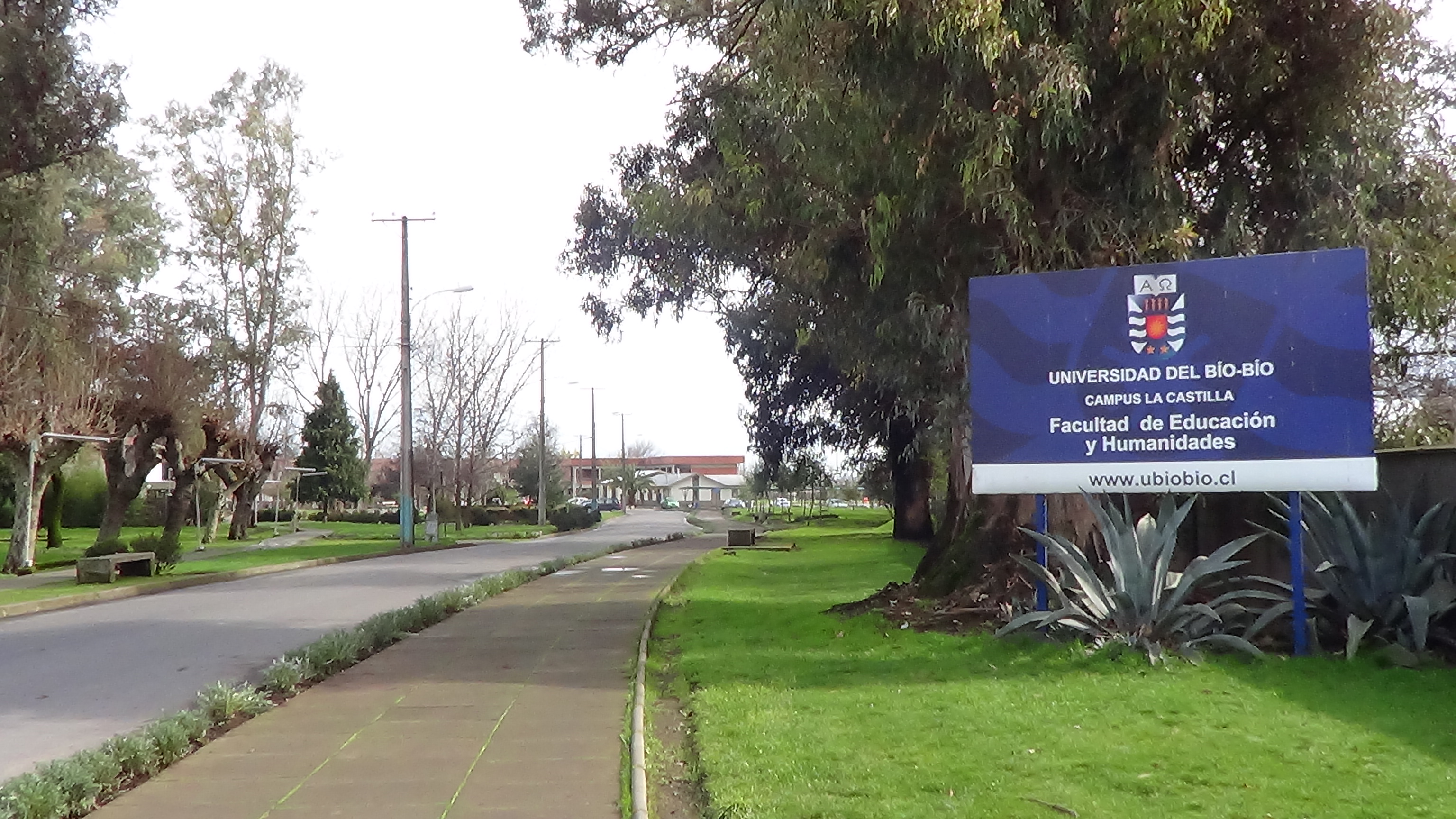
Entrada al Campus La Castilla de la Universidad del Bío-Bío

Entre 2011 y 2012 diversos grupos se atribuyen atentados dentro de la ciudad, entre los que cabe destacar las detonaciones de bombas molotov, primero en el Centro del Adulto Mayor de la municipalidad de Chillán y segundo en una automotora de la avenida O'Higgins y además la detonación de bombas de ruido en los institutos profesionales Santo Tomás y Virginio Gómez y los campus Fernando May y La Castilla la Universidad del Bío-Bío, a ello cabe agregar dos ataques incendiarios a la Medialuna de Chillán y el ataque a Fidel Oviedo Castro, zootecnista cubano quien habría conseguido clonar en el Campus Chillán de la Universidad de Concepción a una ternera. El invierno de 2012 registra el peor temporal desde 60 años cual generó vientos de 74 kilómetros por hora, ocasionando cortes de luz y tránsito y la pérdida de elementos públicos, además el nivel de polución de la ciudad es triplicado con respecto a 2009, el principal factor se considera a la calefacción por leña. Ya finalizando aquel año se declara un incendio en la Importadora Panamá, considerado el más grande de la década dentro de Las Cuatro Avenidas.
Durante las reparaciones de la avenida O'Higgins, en el año 2013, fueron descubiertos un par de túneles que serían del siglo XIX, lo cual retrasa su inauguración sin embargo, son inauguradas otras obras como el Museo de la Escuela Normal de Chillán frente a la plaza de La Victoria, y el centro cultural Gonzalo Rojas. Otras anécdotas dentro del año son la declaración de quiebra de la Distribuidora Rabié y las 53 ocasiones en que fue preciso decretar alguna medida con respecto a la contaminación ambiental en la ciudad..
Según la Organización Mundial de la Salud, Chillán se convertía en 2014 la tercera ciudad más contaminada de Latinoamérica, siendo superada por el Cono Norte de Lima y Rancagua. En el área política, el municipio de Chillán Viejo, se realizarían diversos sumarios a raíz de una denuncia de fraude al fisco al interior del municipio, mientras que en el municipio de Chillán, un informe municipal reveló la especlación de precios y el subarriendo en el interior del Mercado local, asimismo es desaforado el diputado chillanejo Rosauro Martínez quien fuera juzgado por el asesinato de tres miristas en Neltume durante el régimen militar. En el contexto sociocultural, las artesanas de Quinchamalí son reconocidas como "Tesoros Humanos Vivos" por el Consejo Nacional de la Cultura y las Artes, la Catedral de Chillán es declarada monumento nacional y es aprobado el primer feriado local, el día 20 de agosto por el natalicio de Bernardo O'Higgins. Mientras que en el área urbana, es inaugurada la ampliación del Mall Arauco Chillán, la plaza Palestina y el Puente Purén.
Las obras públicas al año siguiente no se detuvieron con el aumento de cámaras de vigilancia y luces led, a ello cabe agregar la inauguración de sedes sociales, el Puente Libertad Oriente, Fiscalía de Chillán, Segunda Comisaría de Carabineros, Estadio Atlético Quilamapu, Aeródromo General Bernardo O'Higgins y el Centro Deportivo Héctor Muñoz Merino de Chillán Viejo. Durante gran parte del año surgen paralizaciones en el área de educación en el contexto de Movilización estudiantil en Chile de 2015, se destacan el envío del proyecto de ley "Región de Ñuble" al congreso por parte de Michelle Bachelet y los 38 días de contaminación crítica. En el área comercial, la empresa Rabié es comprada por Agustinas Servicios Financieros y la Frutícola Olmué es comprada por el Grupo Sutil, es anunciado además el cierre temporal de la Planta IANSA de Cocharcas y la condena por colusión a ginecólogos de la provincia.

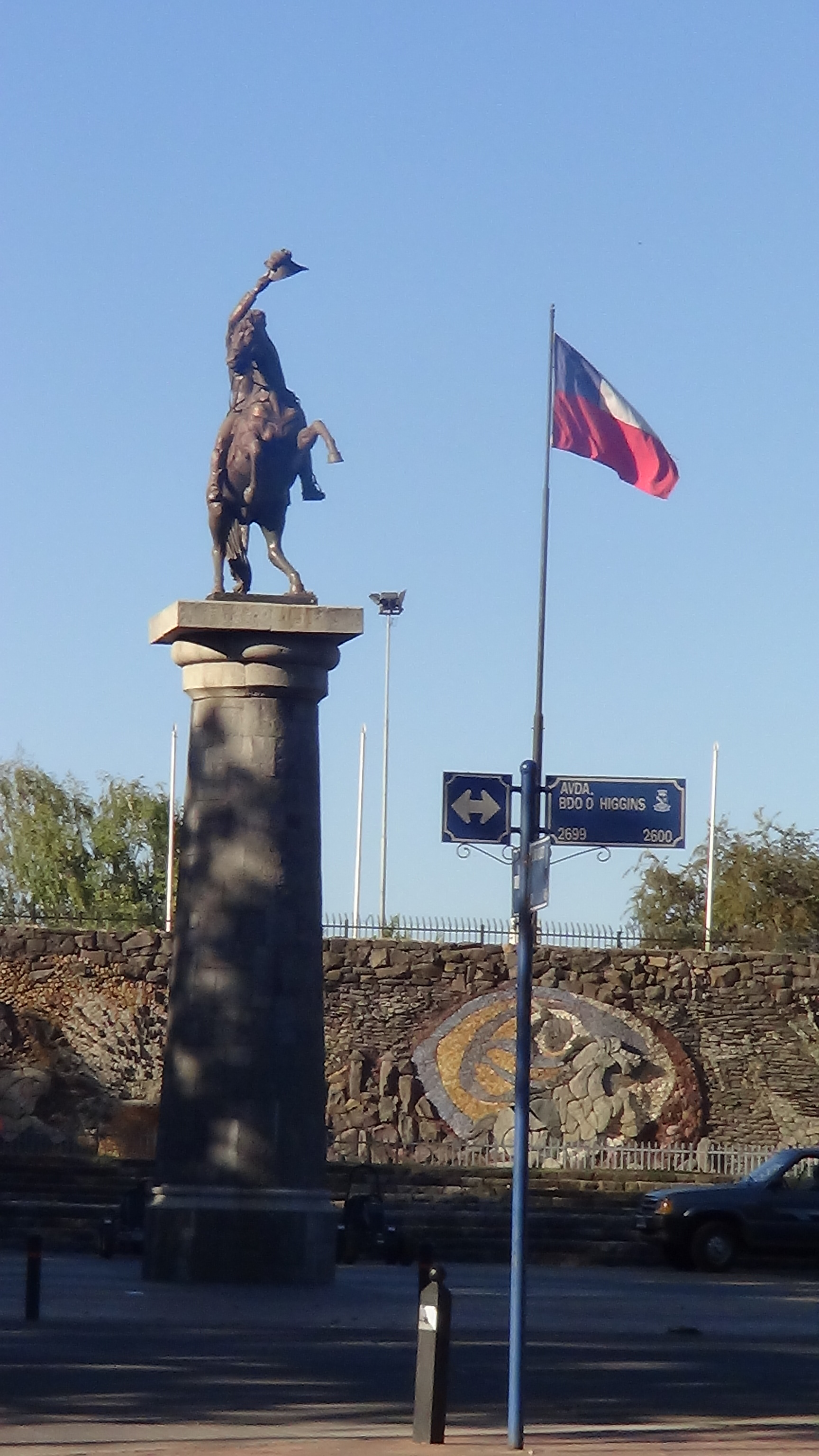
Estatua de Bernardo O'Higgins y Mural de María Martner en parque monumental Bernardo O'Higgins de Chillán Viejo

El 2016 fue inaugurado con los pulsos eruptivos del Volcán Chillán. En mayo sale a la luz un vídeo que muestra la golpiza a reos al interior de la Cárcel de Chillán, iniciándose un escándalo a nivel nacional, a ese violento actuar se suma el crimen a un homosexual por parte de su expareja en Quilmo. Tras las Elecciones municipales de Chile, el alcalde Sergio Zarzar es reelegido por tercera vez. Las inauguraciones de obras fueron de menor cantidad comparado con el año anterior, entre estas se encuentran el Puente Isabel Riquelme, las Farmarcias Populares de Chillán y Chillán Viejo, el Teatro Municipal de Chillán y el Puente nuevo de Confluencia; a nivel cultural son declarados monumentos nacionales el mural de María Martner en el parque monumental Bernardo O'Higgins y el Puente viejo de Confluencia. Otro acontecimiento fue el centenario de Club deportivo Ñublense cual resaltó en críticas por la mala gestión por parte de los administradores que derivó en una mala campaña deportiva que se arrastra por el tiempo.
En el verano de 2017 surge una Ola de calor en la zona central de Chile afectando a Ñuble, donde el nivel extremo del país se lo adjudicó Quillón con 44,9 °C, mientras en Quinchamalí se registró una temperatura de 42,8 °C y en la ciudad de Chillán.41,4 °C. Tras esto se ocasionarían una serie de Incendios forestales que afectaron diversos pueblos en el país, en Chillán afectó en los sectores de Camino a Huape, Doña Francisca y Rucapequén, a ello cabe agregar que los niveles de contaminación superaban la norma establecida. Solo en Ñuble, los incendios no serían controlados hasta el 8 de febrero, afectando más de 27 000 hectáreas
Durante lo que quedaba de año, en la conmemoración del séptimo año después del Terremoto de Chile de 2010, se deja constancia de que solo faltaba una vivienda para reconstruir, aun así quedaban pendientes las reconstrucciones del Edificio Los Héroes, los liceos del Grupo Escolar, el Liceo Industrial y el Edificio La Frontera, solo el Edificio Los Héroes y el Liceo Industrial tendrían solución durante el año, el primero empezaría a ser demolido en mayo y el segundo se aprobarían los recursos de reconstrucción en abril.
Durante mayo, el virus WannaCry afectó en Chillán a una empresa de áridos.  Algunas remodelaciones e inauguraciones en la ciudad durante este año fueron la Pileta del Edificio de los Servicios Públicos, el nuevo techo de la Feria de Chillán por el acceso de calle Arturo Prat, el Estadio ANFA Sergio Zarzar Andonie, una sucursal de Banco Estado en Chillán Viejo, el Puente Yerbas Buenas y el Museo del Hincha Ñublensino.
Para el día 19 de agosto de 2017, la presidenta Michelle Bachelet firma la ley que decreta la creación de la Región de Ñuble en la Casa del Deporte de Chillán, la ley no fue efectiva hasta el 6 de septiembre de 2018, fecha en la cual Chillán se convirtió en la capital regional del nuevo ente administrativo.